# Адріан Льюїс
Адріан Льюїс (англ. Adrian Lewis, нар. 21 січня 1985 року в місті Сток-он-Трент), також відомий як Jackpot — англійський професійний гравець у дартс, дворазовий чемпіон світу PDC (2011, 2012). Він, поряд з ван Барневельдом, є одним з двох гравців, які на чемпіонатах світу PDC зіграли лег в 9 дротиків.

## Кар'єра вPDC
Льюїс став другім після Філа Тейлора гравцем який захистив свій титул чемпіона світу PDC. Це сталося після перемогі Льюїса на чемпіонаті світу PDC 2012 року.